# Nexpa
Nexpa är en ort i Mexiko.   Den ligger i kommunen Lázaro Cárdenas och delstaten Michoacán de Ocampo, i den södra delen av landet, 400 km väster om huvudstaden Mexico City. Nexpa ligger 31 meter över havet och antalet invånare är 102.
Terrängen runt Nexpa är kuperad åt nordost, men söderut är den platt. Havet är nära Nexpa åt sydväst.  Närmaste större samhälle är Chuquiapan, 19,5 km öster om Nexpa.